# Frank Seckar
Frank Seckar (* 1974) ist ein ehemaliger US-amerikanischer Basketballspieler.

## Laufbahn
Frank Seckar spielte nach der Schulzeit an der Oshkosh North High School (US-Bundesstaat Wisconsin) von 1992 bis 1996 an der Vanderbilt University in Nashville (Bundesstaat Tennessee). Der 1,85 Meter große Spielmacher steigerte sich in der Punkteausbeute in dieser Zeit von Jahr zu Jahr, von 4,5 (1992/93) auf 16,3 Punkte je Begegnung (1995/96). Seckar fiel des Weiteren als guter Passgeber auf, kam 1995/96 auf 5,5 Korbvorlagen pro Partie.
Mitte Januar 1997 wurde Seckar vom deutschen Bundesligisten SV Oberelchingen verpflichtet, er erreichte mit den „Elchen“ unter der Leitung von Stefan Koch das Bundesliga-Viertelfinale. Am Jahresende 1997 holte ihn die SG Braunschweig in die Basketball-Bundesliga zurück. Aufgrund der Ausländerbeschränkung konnte Braunschweigs Trainer Bill Magarity nicht gleichzeitig Seckar, Doug Spradley und Scooter Barry einsetzen. Magarity setzte in der entscheidenden Saisonphase auf Seckar und Barry. Wie im Vorjahr in Oberelchingen erreichte Seckar mit den Niedersachsen das Viertelfinale um die deutsche Meisterschaft, dort erfolgte das Ausscheiden. Seckar trug das Hemd der Niedersachsen in sechs Bundesliga-Spielen, er erreichte dabei Mittelwerte von 7,3 Punkten und 2,2 Vorlagen.
Seckars nächster Halt wurde Chemo Svit in der Slowakei, dort spielte er ab Anfang November 1998. In der Saison 1999/2000 stand der US-Amerikaner beim BV Den Helder in den Niederlanden unter Vertrag.